# Mohammed El Filali
Mohammed El Filali (9 luglio 1945) è un ex calciatore marocchino, di ruolo attaccante.

## Carriera
Partecipò con la nazionale del Marocco  al mondiale 1970, giocò inoltre per il MC Oujda.